# Caetano de Andrade Albuquerque de Bettencourt
Caetano de Andrade Albuquerque de Bettencourt ComC • ComNSC (Roma, São João de Latrão, 21 de Janeiro de 1844 — Ponta Delgada, São José, 15 de Março de 1900), mais conhecido por Caetano de Andrade ou Caetano de Andrade Albuquerque, foi um empresário agrícola, jornalista, escritor e político autonomista açoriano.

## Biografia
Caetano de Andrade foi filho unigénito de Caetano de Andrade Albuquerque de Bettencourt (Ponta Delgada, São José, 9 de Abril de 1827 - Roma, 14 de Abril de 1845 (era giba)), também filho unigénito, Senhor e herdeiro da grande casa vincular da sua família, e de sua mulher e prima-tia (Ponta Delgada, Rosto de Cão, Ermida de Jesus Maria José, 9 de Abril de 1842) Maria das Mercês de Andrade Albuquerque de Bettencourt (Ponta Delgada, 23 de Setembro de 1820 - Ponta Delgada, 7 de Agosto de 1906), irmã de João de Bettencourt de Andrade Albuquerque, tendo sido, pelo casamento em segundas núpcias sem geração de sua mãe (Ponta Delgada, Rosto de Cão, Ermida de Jesus Maria José, 21 de Novembro de 1846), enteado de seu primo António Borges da Câmara de Medeiros, por seu turno irmão mais novo de Duarte Borges da Câmara de Medeiros, 1.º Visconde da Praia, sendo também neto paterno de Caetano de Andrade Albuquerque de Bettencourt Raposo da Câmara (Ponta Delgada, São Roque, 2 de Março de 1788 - Ponta Delgada, São Roque, 8 de Dezembro de 1839), Senhor e herdeiro da grande Casa vincular administrada pelo pai e também Administrador dos Vínculos que herdou por morte de seu tio materno Manuel Raposo da Câmara, casado em Ponta Delgada, Fajã de Baixo, a 14 de Agosto de 1819 com Maria José Borges da Câmara de Medeiros (Ponta Delgada, Fajã de Baixo, 13 de Agosto de 1800 - 27 de Janeiro de 1858), deixando a sua terça à Santa Casa da Misericórdia de Ponta Delgada, irmã do acima mencionado 1.º Visconde da Praia. Descendente da mais rica aristocracia fundiária da ilha de São Miguel, primo de Duarte de Andrade Albuquerque de Bettencourt, 1.º Conde de Albuquerque, foi herdeiro duma enorme fortuna, na qual avultavam grandes propriedades na parte oeste do concelho de Ponta Delgada, com destaque para as Sete Cidades. Casou em Ponta Delgada, Matriz (hoje São Sebastião, a 20 de Outubro de 1873 com Isabel Maria Raposo do Amaral, da qual teve uma filha que casou com o 2.º Visconde de Porto Formoso, uma filha que faleceu solteira e outra filha casada e com geração, e um filho, casado e com um filho que morreu solteiro e sem geração.
No ano de 1869 formou-se em Direito pela Faculdade de Direito da Universidade de Coimbra, e logo a 10 de Julho do ano imediato doutorou-se na mesma Universidade apresentando uma tese intitulada O Direito dos Operários, depois editada em português e em castelhano.

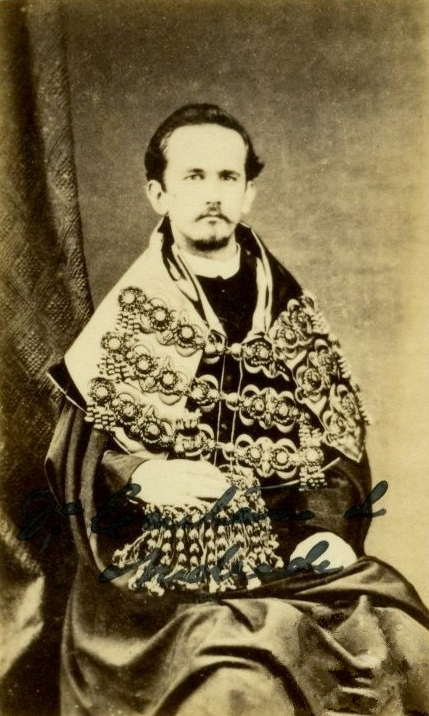
Caetano de Andrade, de vestes talares, c. 1870

Rico terratenente, pertencente à aristocracia local, foi o último administrador dos vários vínculos da grande casa da sua família e político ligado ao Partido Progressista e ao Primeiro Movimento Autonomista Açoriano. Foi membro da Comissão Autonómica de Ponta Delgada eleita por aclamação no comício autonomista realizado a 19 de Fevereiro de 1893 no Teatro Micaelense. Foi, entre outros cargos, deputado e Par do Reino, presidente da Câmara Municipal e provedor da Santa Casa da Misericórdia de Ponta Delgada e membro do Conselho do Distrito de Ponta Delgada, da Junta Geral, da Comissão Distrital, da Comissão Autonómica e da Comissão de Vigilância.
Militante do Partido Progressista, foi eleito em 1881 Deputado pelo círculo de Ponta Delgada. Em 1893, foi eleito Par do Reino.
Nos anos de 1890 a 1892, foi Presidente da Câmara Municipal de Ponta Delgada e Provedor da Santa Casa da Misericórdia daquela cidade.
Exerceu muitos e importantes cargos na política e na administração do Distrito de Ponta Delgada. Integrou, por várias vezes, o Conselho do Distrito, a Junta Geral, onde foi um dos mais categorizados membros da sua Comissão Autonómica, e como tal o autor do anteprojeto da Autonomia Administrativa dos Açores, e a Comissão Distrital.
Fez parte, com Aristides Moreira da Mota e Gil Mont'Alverne de Sequeira, da subcomissão que foi encarregada de redigir a proposta de lei concedendo autonomia aos distritos açorianos que deveria ter sido apresentada nas Cortes pelos deputados autonomistas.
Foi também jornalista e escritor, e director político do jornal Correio Micaelense, onde desenvolveu os seus Ensaios de Agricultura. Presidiu à Comissão Vinícola Micaelense.
Foi Sócio da Sociedade de Geografia de Lisboa e da Sociedade Promotora da Agricultura Micaelense.
Caetano de Andrade era Fidalgo Cavaleiro da Casa Real, Comendador da Ordem de Nossa Senhora da Conceição de Vila Viçosa e Comendador da Ordem de Cristo, não tendo aceitado o título de Conde nem o grau de Comendador da Ordem de Santiago.
A cidade de Ponta Delgada dedica-lhe uma das suas principais artérias, a Rua Dr. Caetano de Andrade Albuquerque, nome atribuído à antiga Rua da Trindade, nome que advinha de nela existir a Ermida e Recolhimento da Trindade, imóveis do século XVI e hoje demolidas. O palacete que pertenceu ao Dr. Caetano de Andrade, hoje em mau estado de conservação, ficava-lhes anexo.

## Obras
- As inundações nas Sete Cidades[1]